# ماركو لوكوفيتش
ماركو لوكوفيتش (بالصربية: Марко Луковић) مواليد 26 مايو 1992 في بلغراد، صربيا والجبل الأسود، هو لاعب كرة سلة صربي. بدأ مسيرته الاحترافية في سنة 2007. يحمل الرقم 33. يبلغ طوله 6 قدم 9 بوصة (2.1 م).

## المسيرة الاحترافية
لعب مع نادي ميغا لكرة السلة من سنة 2007 إلى 2014، ثم لعب مع تي بي بي ترير في الدوري الألماني في موسم 2014–2015، ثم لعب مع إم زد تي سكوبيه في موسم 2015–2016، ثم لعب مع نادي كركا لكرة السلة في سنة 2016.

## إحصائيات المسيرة

### بطولات الدوري المحلية
| الموسم  | الفريق               | الدوري             | لعب | دقيقة | ميداني% | ثلاثية | حرة  | ارتداد | صنع | SPG | تصدي | نقطة |
| ------- | -------------------- | ------------------ | --- | ----- | ------- | ------ | ---- | ------ | --- | --- | ---- | ---- |
| 2013–14 | نادي ميغا لكرة السلة | الدوري الأدرياتيكي | 25  | 16.6  | .368    | .400   | .657 | 2.5    | 0.4 | 0.6 | 0.3  | 4.7  |
| 2015–16 | إم زد تي سكوبيه      | الدوري الأدرياتيكي | 25  | 28.9  | .430    | .288   | .681 | 5.8    | 2.2 | 0.8 | 0.7  | 11.8 |

## روابط خارجية
- ماركو لوكوفيتش على موقع الاتحاد الدولي لكرة السلة (الإنجليزية)
- ماركو لوكوفيتش على موقع الدوري الإسباني لكرة السلة (الإسبانية)
- ماركو لوكوفيتش على موقع كرة السلة الأوروبية.كوم (الإنجليزية)
- ماركو لوكوفيتش على موقع ريلجم (الإنجليزية)
- ماركو لوكوفيتش على موقع بروبوليرز (الإنجليزية)
- ماركو لوكوفيتش على موقع سبورتس رفرنس (الإنجليزية)